# Santanachelys
Santanachelys gaffneyi là loài rùa biển sớm nhất được biết đến. Nó là loài duy nhất trong chi Santanachelys thuộc họ đã tuyệt chủng Protostegidae. Loài này đã được mô tả lần đầu tiên từ 20 cm mẫu hóa thạch dài khai quật vào năm 1998 tại Đông Brazil. Do các lớp đá từ nào nó đã được khai quật, nó đã được xác định rằng các mẫu vật là từ kỷ Phấn trắng sớm khoảng 110 triệu năm tuổi.
Trong khi các mẫu vật cho thấy nhiều đặc tính của rùa biển hiện đại, nó khác với bố trí cơ thể rùa biển điển hình ở một số điểm. Một sự khác biệt rõ ràng là Santanachelys có các ngón phân biệt ở đầu hai chân trước. Thay vì sự hợp nhất đầy đủ, màng chân thủy động lực mà rùa biển hiện đại có, ngón chân loài này lại phân ra và di chuyển được tương tự như của các loài rùa không sống ở biển. Dù giống như các loài rùa biển sau này, Santanachelys đã phát triển tuyến muối nằm gần mắt của nó, hỗ trợ với sự bài tiết lượng muối dư thừa. Đây là một sự thích nghi với môi trường biển rất mặn.